# Bossiaea oligosperma
Bossiaea oligosperma là một loài thực vật có hoa trong họ Đậu. Loài này được A.T.Lee miêu tả khoa học đầu tiên.